# Agelasta catenata
Agelasta catenata là một loài bọ cánh cứng trong họ Cerambycidae.